# 102621 Goshinosato
102621 Goshinosato è un asteroide della fascia principale. Scoperto nel 1999, presenta un'orbita caratterizzata da un semiasse maggiore pari a 2,687419 UA e da un'eccentricità di 0,095447, inclinata di 1,198113° rispetto all'eclittica.
Fa parte della famiglia di asteroidi Henan.